# ستاد السلام (مصر)
ملعب الأهلي أو ملعب السلام هو ملعب متعدد الاستخدامات يقع في مدينة السلام في القاهرة في مصر. يقع الإستاد في المنطقة الشمالية لمدينة النهضة يحده من الجهة الغربية طريق بلبيس الصحراوي ومن الجهة الشرقية مساكن منطقة النهضة ويحده من الجنوب شارع النهضة شارع المدارس. ويتسع الإستاد لأكثر من 25,000 متفرج. وهو ملعب حديث حيث تم الانتهاء من بنائه عام 2009 لاستضافة مبارايات المجموعة الثانية في كأس العالم للشباب 2009. وهو كان يستخدم في الغالب في مباريات كرة القدم حيث كان يستضيف مباريات العودة لنادي الإنتاج الحربي. واستضاف استاد السلام بطولة كأس العالم للشباب 2009 وحظي بإعجاب جميع الفرق والسادة منظمي الاتحاد الدولي لكرة القدم (الفيفا). في عام 2019 حصل النادي الأهلي على حق انتفاع الاستاد لمدة 25 عام.

## وصف الإستاد

### مداخل الإستاد

#### المداخل الرئيسية
- البوابة رقم 1: وتقع البوابة على طريق بلبيس الصحراوي وتستخدم لدخول وخروج الـ VVIP+ VIP وأتوبيسات اللاعبين والحكام واللجنة المنظمة للبطولة.
- البوابة رقم 4: تقع جنوب الإستاد على شارع النهضة (شارع المدارس) وتستخدم لدخول وخروج الدرجة الأولى يمين ويسار المقصورة + اللجنة المنظمة المحلية + مستخدمي غرف الإسكاي بوكس يمين ويسار المقصورة.
- البوابة رقم 5: (لدخول جماهير الفريق الضيف أثناء مباريات الدوري الممتاز المحلي) (دخول وخروج الدرجة الثانية والثالثة يمين المقصورة أثناء مباريات كأس العالم للناشئين)

جنوب شرق الإستاد والقريب من طريق النهضة العبور وتستخدم لدخول وخروج جماهير الدرجة الثانية والثالثة يمين المقصورة
- البوابة رقم 6: تقع شمال شرق الإستاد وتستخدم لدخول وخروج الدرجة الثانية يسار المقصورة فقط.
- البوابة رقم 7: تعتبر البوابة الرئيسية وتقع على طريق بلبيس الصحراوي وتستخدم لدخول وخروج جماهير الدرجة الثالثة يسار المقصورة.

#### البوابات الإلكترونية
عدد البوابات الإلكترونية (18) بوابة:
- الدرجة الثانية يمين المقصورة (2)
- الدرجة الثانية يسار المقصورة (2)
- الدرجة الثالثة يمين المقصورة (6)
- الدرجة الثالثة يسار المقصورة (6)
- الدرجة الأولى يمين المقصورة (1)
- الدرجة الأولى يسار المقصورة (1)

### مهبط الطيران
يتميز إستاد السلام للإنتاج الحربي بوجود مهبط للطيران يستخدم لتشريف السيد رئيس الجمهورية وضيوفه الكرام كما يستخدم في سرعة نقل الحالات الحرجة.

### الأجزاء الرئيسة للمقصورة
- المنطقة الرئاسية (VVIP)
- منطقة كبار الشخصيات (VIP)
- منطقة جمهور الدرجة الأولى.
- منطقة الإعلاميين.
- منطقة اللجان المنظمة.
- منطقة الإسكاي بوكس.
- منطقة اللاعبين والحكام.
- منطقة الإسعافات الأولية للاعبين والحكام والكشف عن المنشطات.
- المنطقة الرئاسية (VVIP)
- صالون الاستقبال الرئاسي.		- الشرفة الرئاسية
- منطقة كبار الشخصيات (VIP)
- مدخل خاص لدخول كبار الشخصيات.
- استراحة كبار الشخصيات.
- مقاعد مخصصة لكبار الشخصيات بالمقصورة.
- منطقة جمهور الدرجة الأولى.
- تنقسم إلى مقاعد يمين ويسار المقصورة.
- كافيتريات خاصة يمين ويسار المقصورة.
- منطقة الإعلاميين.
- مدخل خاص للإعلاميين ومكان انتظار للسيارات خاص بهم.
- صالون خاص.
- المركز الإعلامي ويشتمل على صالة للتحضير بها العديد من الفاكسات والتليفون المحلي والدولي ووصلات خاصة للإنترنت.
- قاعة خاصة للمؤتمرات الصحفية تحتوي على نظام صوتي مميز ومهيأة لاستقبال 150 صحفي بالإضافة لعدد 3 كبائن للترجمة الفورية.
- مكان مخصص بالمقصورة يشمل طاولات خاصة لاستخدام الإعلاميين وكل مقعد بجانبه وصله خاصة للنت وخط تليفون ومخرج للكهرباء.
- منطقة اللجان المنظمة.
- مدخل خاص للجنة المنظمة ومكان انتظار للسيارات خاص بهم.
- صالون خاص لاستقبال وفود اللجنة المنظمة.
- قاعة خاصة لاجتماعات اللجنة المنظمة.
- منطقة الإسكاي بوكس.
- يوجد 8 قاعات يمين ويسار المقصورة تستخدم للشركات الراغبة في حجز أجنحة لعملائها وموظفيها لمتابعة المباريات ومهيأة بأحدث الإمكانات المطلوبة.
- ويستخدم بعض من هذه القاعات كأستوديو تحليلي للقنوات الفضائية تعطي منظر خلفي للملعب.
- كما تستخدم كغرف مؤجرة للأسر التي ترغب في الخصوصية عند مشاهدة المباريات.
- منطقة اللاعبين والحكام.
- تشمل 4 غرف خاصة لتغيير ملابس لاعبي كرة القدم.
- توجد المنطقة المختلطة والتي يتقابل فيها الإعلاميين واللاعبين عند خروجهم من غرف الملابس لإجراء بعض اللقاءات الخاصة.
- يوجد غرفتين لتغيير ملابس الحكام.
- منطقة الإسعافات الأولية والكشف عن المنشطات.
- يوجد غرفة خاصة للكشف عن المنشطات.
- كما يوجد غرفة خاصة للإسعافات الأولية للاعبين والحكام مجهزة بأحدث الأجهزة الطبية.

### منطقة المعاقين
- يوجد بجانبي المقصورة مدخل ومطلع خاص للمعاقين بعيدة عن مزاحمة الجمهور.
- وتم تحديد مكان خاص لمقاعد المعاقين بالمقصورة وفق مواصفات خاصة.

### المدرجات
تضم المدرجات (24034) ألف مقعد. وصممت مدرجات الإستاد على شكل بيضاوي به منحنى عند المقطع مما يوفر لكل مشاهد الرؤية المثالية، مقاعد الدرجة الثالثة يمين المقصورة ذات اللون الأصفر ومقاعد الدرجة الثالثة يسار باللون الأخضر، أما مقاعد الدرجة الثانية المواجهة للمقصورة تكون باللون الأزرق.
وتم ترقيم جميع مقاعد الدرجة الثالثة يمين ويسار المقصورة والدرجة الثانية.

## أرضية الملعب
- أرضـية الملعب من النجيل طبيعي سنة 2015
- تم تهيئة الملعب من جميع الأطراف بوصلات كهربائية لخدمة مصوري التليفزيون في أداء عملهم.

## الخدمات المساندة بالإستاد

### غرف المعلقين
وتحتوي المقصورة على (10) غرف خاصة بالمعلقين وقد روعي في تجهيز هذه الغرف احتياجات الإعلاميين الخاصة.

### لوحات النتائج الإلكترونية
يضم الإستاد شاشتين عملاقتين على الجانبين ملونتان بمساحة قرابة 100 متر مربع كما يضم نظام صوت عالي النقاوة ينبعث من 30 مكبر صوت. واللوحتان عاليتا الوضوح وتستخدمان في عرض البيانات وإعادة اللقطات وتعتبر من احدث اللوحات في العالم ومن مميزات هاتين اللوحتين أنهما تستقبلان الإرسال التلفزيوني حياً على الهواء كما يمكن تشغيلهما من خلال أشرطة الفيديو والشرائح ويمكن للوحتين المذكورتين النقل المباشر من أرض الملعب وعن طريق مركز التحكم الإلكتروني يمكن برمجة الرسومات والكتابات والصور لعرضها على اللوحات الإلكترونية بالألــوان ويظهر توقيت رقمي لزمن المنافسة الرياضية.

## التصوير التلفزيوني
يحيط بملعب الإستاد خمس عشرة كاميرا للتصوير التلفزيوني من زوايا مختلفة تضمن تغطية أبعاد الإستاد من مختلف جوانبه.
الإضاءة والصوت
أضيئت ساحة الإستاد بواسطة أربعة أبراج و226 كشاف إنارة معلقة على ارتفاع 45 م بغرض إعطائه إضاءة شاملة ومتوازنة لضمان رؤية مثالية، ومن مميزات نظام إضاءة الإستاد عدم إظهار ظل اللاعب داخل الملعب أثناء تشغيله بقدر الإمكان.
أما الصوت فيتم توزيعه أسفل المدرجات في اتجاه الجماهير، كما يغطي الصوت كافة وحدات الإستاد ومرافقه حيث تم تثبيت أجهزة الصوت أعلى المقصورة كما هو الحال لمداخل الجمهور والمناطق الداخلية.
ويستمد الإستاد طاقته الكهربائية عن طريق شركة الكهرباء وهناك مولدات احتياطية تعمل عند الحاجة لها أوتوماتيكيا فور انقطاع الكهرباء لضمان استمرار المناسبات التي تقام على الإستاد إضافة إلى مولـدي طوارئ يعملان مع التيار العمومي لإضاءة وحدات الطوارئ حفاظا على سلامة الجمهور والمستخدمين.

### أماكن انتظار السيارات
من المرافق الملحقة بمشروع الإستاد أماكن انتظار السيارات الخاصة بجماهير الدرجة الثالثة والثانية وكذلك أماكن انتظار خاصة باللجنة المنظمة «الفيفا» وأماكن انتظار خاصة بالإعلاميين وكبار الشخصيات.
- الدرجة الأولى يمين المقصورة يسع عدد (134 سيارة).
- اللجنة المنظمة للبطولة (ألفيفا) يسع عدد (20 سيارة).
- الدرجة الأولى يسار المقصورة يسع عدد (83 سيارة).
- الإعلاميـين يسار المقصورة يسع عدد (32 سيارة).
- الـ VIP أسفل منتصف الرامب يسع عدد (34 سيارة)
- الـ VVIP أمام أسفل منتصف الرامب يسع عدد (34 سيارة)
- الدرجة الثانية والثالثة يسار المقصورة 3000 سياره.

### نظام حماية الجمهور
ومن بين الخدمات التي توفرها تجهيزات الإستاد الخاصة نظام التحكم والرقابة لحماية الفرق الرياضية والجمهور وضمان سلامتهم والمتمثل بوجود كاميرات تليفزيونية للمراقبة والتحكم الآلي في مداخل المبنى كما يغطي الإستاد وكافة مرافقه نظام آخر لمكافحة الحرائق وأجهزة الإنذار.